# Sam Smith
Samuel Frederick Smith (* 19. května 1992 Londýn) je anglická nebinární osoba věnující se zpěvu a psaní písňových textů. Svůj první úspěch zaznamenala při featuringu skladby „Latch“ od dua Disclosure. Průlomu pak dosáhla se skladbou „La La La“, která obsadila první místo v anglické hitparádě. Úspěchem se v prosinci roku 2013 staly dvě nominace na 2014 BRIT Critics' Choice Award a BBC's Sound of 2014, obě proměněné. V květnu 2014 následovalo vydání prvního debutového alba In the Lonely Hour. Třetí singl tohoto alba se umístil na druhém místě v Billboard Hot 100 žebříčku. Z celkových šesti nominací na cenu Grammy z prosince 2014 se dostavil úspěch ve čtyřech kategoriích.

## Dětství a studium
Samuel Frederick Smith se narodil 19. května 1992 v Londýně do židovské rodiny. Jeho otec se jmenuje Frederick Smith, jeho matkou je Kate Cassidy, která pracovala jako burzovní makléřka.

V rámci studia na Youth Music Theatre UK v roce 2007 účinkoval Sam Smith ve školní produkci muzikálu „Oh! Carol“. Několik let studoval zpěv a písničkářství pod vedením jazzové pianistky Joann Edenové a současně navštěvoval St Mary's Catholic School s účastí v Bishops Storford Musical Theatre Society a ve sboru Cantate Youth Choir.

## Hudební kariéra

### 2012–2013: Zlom v kariéře
Smith se objevil v písni dua Disclosure „Latch“, která byla zveřejněna 8. října 2012 a umístila se na jedenáctém místě britské hitparády. V únoru 2013 došlo ke zveřejnění prvního vlastního singlu z debutového alba Lay Me Down. Také se objevil v písni hudebníka Naughty Boye „La La La“, která byla zveřejněna 19. května 2013 a dostala se na vrchol britského žebříčku. Téhož roku vydal EP, které se skládalo ze čtyř skladeb. První nazvaná „Safe with Me“ byla produkována Two Inch Punch a měla premiéru v pořadu BBC Radio 1Xtra 24. července 2013. Druhá píseň z EP se jmenovala „Nirvana“. Třetí byla akustická sólová verze písně „Latch“ a živá verze „I've Told You Now“.

### 2013–současnost:In the Lonely Hour
Druhý singl z debutového alba Sama Smithe se jmenoval „Money on My Mind“ a byl zveřejněn 16. února 2014. Dne 16. prosince bylo oznámeno, že další album se bude jmenovat In the Lonely Hour a bude vydáno 26. května 2014 pod značkou Capitol Records. Album se dostalo na vrchol britského žebříčku a číslem 2 v Billboard 200. Dne 5. listopadu se album stalo druhým nejprodávanějším albem roku 2014 v USA, za albem Taylor Swift 1989.
Dne 20. ledna 2014 Smith vystoupil s písní „Latch“ v pořadu Late Night with Jimmy Fallon, což představovalo první americký televizní debut. Dne 29. března také vystoupil v Saturday Night Live se „Stay with Me“ a „Lay Me Down“. S písní „Stay with Me“, která byla magazínem Variance vyhodnocena jako píseň léta, vystoupil 24. srpna při předávání cen MTV Video Music Awards v Inglewoodu v Kalifornii. V listopadu 2014 se připojil k charitativní skupině Band Aid 30 a společně s dalšími britskými a irskými popovými umělci nahrál novou verzi vánoční skladby „Do They Know It's Christmas?“.
Z celkových šesti nominací na cenu Grammy z prosince 2014 se dostavil úspěch ve čtyřech kategoriích: Objev roku, Nahrávka roku a Píseň roku za „Stay with Me“ a Nejlepší popové album za In the Lonely Hour.

## Osobní život
V květnu 2014 veřejně prohlásil, že je gay. Je vzdálený příbuzný zpěvačky Lily Allen a herce Alfie Allena.
V rozhovoru s 4Music uvedl, že trpí obsedantně-kompulzivní poruchou.
Při vyhlašovacím ceremoniálu Grammy v únoru 2015 po získání čtyř cen pronesl: „Rád bych poděkoval muži, o kterém tohle album je. Tím, že mi zlomil srdce, mi vyhrál čtyři Grammy.“
V říjnu 2017 se přihlásil k tzv. genderqueer identitě a v září 2019 uvedl, že pro sebe (v angličtině) preferuje zájmena they/them.

## Diskografie
- In the Lonely Hour (2014)
- The Thrill of It All (2017)
- LoveGoes (2020)
- Gloria (2023)

## Turné
- In the Lonely Hour Tour (2015)
- Gloria Tour (2023)

## Ocenění a nominace
| Rok  | Ocenění                 | Kategorie                        | Práce                              | Výsledek  |
| ---- | ----------------------- | -------------------------------- | ---------------------------------- | --------- |
| 2013 | MOBO Awards             | Nováček roku                     | Sam Smith                          | nominace  |
| 2013 | MOBO Awards             | Nejlepší písnička                | „La La La“                         | vítězství |
| 2013 | MOBO Awards             | Nejlepší videoklip               | „La La La“                         | nominace  |
| 2014 | BRIT Awards             | Singl roku                       | „La La La“                         | nominace  |
| 2014 | BRIT Awards             | Výběr kritiků                    | Sam Smith                          | vítězství |
| 2014 | BBC                     | Zvuk roku 2014                   | Sam Smith                          | vítězství |
| 2014 | MOBO Awards             | Nejlepší umělec                  | Sam Smith                          | vítězství |
| 2014 | MOBO Awards             | Nejlepší soulodový/R&B umělec    | Sam Smith                          | vítězství |
| 2014 | MOBO Awards             | Nejlepší album                   | In the Lonely Hour                 | vítězství |
| 2014 | MOBO Awards             | Nejlepší písnička                | „Stay with me“                     | vítězství |
| 2014 | MTV Europe Music Awards | Nováček roku                     | Sam Smith                          | nominace  |
| 2014 | MTV Europe Music Awards | Nejlepší Push act                | Sam Smith                          | nominace  |
| 2014 | MTV Europe Music Awards | Nejlepší britský a irský umělec  | Sam Smith                          | nominace  |
| 2014 | MTV Europe Music Awards | Nejlepší písnička                | „Stay with me“                     | nominace  |
| 2014 | MTV Video Music Awards  | Umělec ke sledování              | Sam Smith                          | nominace  |
| 2014 | MTV Video Music Awards  | Nejlepší mužské video            | „Stay with me“                     | nominace  |
| 2014 | Q Award                 | Nováček roku                     | Sam Smith                          | vítězství |
| 2014 | Young Hollywood Awards  | Písnička Léta                    | „Stay with me“                     | nominace  |
| 2014 | Young Hollywood Awards  | Nejlepší hudební umělec          | Sam Smith                          | nominace  |
| 2014 | Young Hollywood Awards  | Průlomový umělec                 | Sam Smith                          | vítězství |
| 2014 | American Music Award    | Umělec roku                      | Sam Smith                          | nominace  |
| 2014 | American Music Award    | Nejoblíbenější umělec – pop/rock | Sam Smith                          | vítězství |
| 2015 | People's Choice Award   | Nejoblíbenější mužský umělec     | Sam Smith                          | nominace  |
| 2015 | People's Choice Award   | Objev roku                       | Sam Smith                          | nominace  |
| 2015 | People's Choice Award   | Nejoblíbenější písnička          | „Stay with me“                     | nominace  |
| 2015 | People's Choice Award   | Nejoblíbenější album             | In the Lonely Hour                 | nominace  |
| 2015 | Grammy                  | Album roku                       | In the Lonely Hour                 | nominace  |
| 2015 | Grammy                  | Nejlepší popové album            | In the Lonely Hour                 | vítězství |
| 2015 | Grammy                  | Nahrávka roku                    | „Stay with me (Darkchild Version)“ | vítězství |
| 2015 | Grammy                  | Písnička roku                    | „Stay with me (Darkchild Version)“ | vítězství |
| 2015 | Grammy                  | Nejlepší pop sólové vystoupení   | „Stay with me (Darkchild Version)“ | nominace  |
| 2015 | Grammy                  | Objev roku                       | Sam Smith                          | vítězství |
| 2016 | Oscar                   | Nejlepší píseň                   | „Writing's on the wall“            | vítězství |
| 2018 | GLAAD Media Award       | Výnikajicí hudebni umělec        | Sam Smith                          | nominace  |